# Diecezja Bath i Wells
Diecezja Bath i Wells (ang. Diocese of Bath and Wells) – diecezja Kościoła Anglii w południowo-zachodniej Anglii, w metropolii Canterbury. Diecezja została ustanowiona w roku 909 w ramach Kościoła rzymskokatolickiego. Od czasów reformacji jest diecezją anglikańską. W przełożeniu na świecki podział administracyjny, obejmuje całość hrabstwa Somerset oraz niewielką część hrabstwa Dorset. 
Według danych z czerwca 2012, w skład diecezji wchodzi 496 parafii zarządzających łącznie 570 kościołami. Duchowieństwo liczy 300 osób, oprócz tego w diecezji posługuje 370 świeckich lektorów. Przy diecezji afiliowanych jest 185 szkół.